# Aphanosperma sinaloense
Aphanosperma es un género monotípico de plantas con flores perteneciente a la familia Acanthaceae. Su única especie: Aphanosperma sinaloense (Leonard & Gentry) T.F.Daniel, es natural del sudoeste de México.

## Taxonomía
Aphanosperma sinaloensis fue descrita por (Leonard & Gentry) T.F.Daniel y publicado en American Journal of Botany 75(4): 548. 1988.
Sinonimia
- Carlowrightia sinaloensis Leonard & Gentry[2]